# Елизабет фон Хесен
Вижте пояснителната страница за други личности с името Елизабет фон Хесен.
Елизабет фон Хесен (на немски: Elisabeth von Hessen; * ок. 1320; † 7 март 1390) е принцеса от Ландграфство Хесен и чрез женитба херцогиня на Херцогство Брауншвайг-Люнебург и княгиня на Гьотинген.

## Произход
Дъщеря е на ландграф Хайнрих II фон Хесен (1299 – 1323) и съпругата му Елизабет Тюрингска фон Майсен (1306 – 1368), дъщеря на маркграф Фридрих фон Майсен († 1323) и втората му съпруга графиня Елизабет фон Лобдебург-Арнсхаугк († 1359).

## Фамилия
Елизабет се омъжва през 1339 г. за херцог и княз Ернст I фон Брауншвайг-Гьотинген „Железния“ от род Велфи (1305 – 1367). Те имат децата:
- Ото I (1330 – 1394), херцог на Брауншвайг-Гьотинген, женен I. 1357/1358 г. за Мирислава фон Холщайн-Пльон (1330 – пр. 1379), II. 1379 г. за Маргарета фон Берг (1364 – 1442)
- Аделхайд фон Брауншвайг-Гьотинген (* ок. 1343; † 1408), омъжена пр. 11 август 1371 г. за граф Хайнрих X фон Хонщайн-Клетенберг († 1428/1430)
- Албрехт фон Брауншвайг-Гьотинген († 1363)
- Рикса фон Брауншвайг-Гьотинген († ок. 1405), абатиса на Мариенгартен
- Агнес († сл. 13 септември 1416), омъжена на 3 август 1371 г. за граф Готфрид VIII фон Цигенхайн († 1394)
- Ернст II, херцог на Брауншвайг-Гьотинген, определен за духовник